# Віліс Плаза
Віліс Плаза (англ. Willis Plaza, нар. 3 серпня 1987) — тринідадський футболіст, нападник клубу «Бхаваніпор» та збірної Тринідаду і Тобаго. Відомий за виступами за низку тринідадських клубів, а також низки закордонних, переважно індійських клубів.

## Клубна кар'єра
Віліс Плаза розпочав виступи у професійних футбольних командах у 2010 році на батьківщині в команді «Сан-Хуан Джаблоті», в якій провів два сезони. З 2012 року грав у В'єтнамі, спочатку в клубі «Навібанк Сайгон», а з другої половини 2012 до середини 2013 року у клубі «Сонглам Нгеан». У середині 2013 року повернувся на батьківщину, де грав у клубі «Сентрал».
У середині 2014 року Віліс Плаза став гравцем третьолігового бельгійського клубу «Візе», після року виступів у цьому клубі знову повертається до «Сентрала». На початку 2016 року Плаза стає гравцем сальвадорського клубу «Альянса», а за півроку повертається на батьківщину до свого першого клубу «Сан-Хуан Джаблоті», у якому. втім, грає лише півроку.
На початку 2017 року Віліс Плаза стає гравцем І-Ліги «Іст Бенгал». Протягом року виступів за клуб із Колкати він був одним із кращих бомбардирів команди, відзначившись 15 забитими м'ячами у 38 зіграних матчах. У 2018 році протягом півроку тринідадський форвард грав за інших клуб з Колкати «Мохаммедан». З другої половини 2018 року Плаза грав за інший клуб І-Ліги «Черчілл Бразерс», половину 2019 року провів у клубі з Бангладеш «Басундара Інгс», після чого повернувся до «Черчілл Бразерс». Протягом виступів за команду зі штату Гоа тринідадський нападник став одним із кращих бомбардирів «Черчілл Бразерс», відзначившись у 24 матчах за клуб 24 забитими м'ячами. У 2020—2021 роках тринідадських футболіст знову грав у складі клубу «Мохаммедан». У 2021 році Віліс Плаза грав у складі команди другого індійського дивізіону «Делі». У цьому ж році тринідадець перейшов до клубу І-Ліги «Аїджал». У 2022 році Плаза перейшов до клубу «Бхаваніпор».

## Виступи за збірну
2012 року дебютував в офіційних матчах у складі національної збірної Тринідаду і Тобаго. У складі збірної був учасником розіграшу Золотого кубка КОНКАКАФ 2015 року у США та Канаді. За час виступів у збірній провів 30 матчів, у яких відзначився 6 забитими м'ячами.